# Padang (gemeente)
Padang (Indonesisch: "veld" of "vlakte") is een stadsgemeente (kota otonom, voorheen kotamadya) in West-Sumatra (Sumatra Barat), Indonesië. Het ligt aan de westkust van Sumatra, in de provincie West-Sumatra.

## Geschiedenis
Sinds de 16e eeuw is Padang al een belangrijk handelscentrum. Tijdens de 16e en 17e eeuw werd er in de omliggende regio vooral peper verbouwd en dit trok handelaren uit India, Portugal, Engeland en Nederland aan.
In 1663 kregen de Nederlanders het gezag van Padang in handen. De stad kwam twee keer onder Brits gezag, de eerste keer tijdens de Vierde Engels-Nederlandse Oorlog (1781-1784) en daarna nog eens toen Engeland het gebied voor Nederland beheerde in de napoleontische oorlogen (1795-1815). Daarna werd de stad weer overgedragen aan Nederland. In de negentiende eeuw was Padang de hoofdplaats van het gouvernement Sumatra's Westkust.
In 1926 werd Padang een stadsgemeente met het recht op burgemeesterschap. De eerste burgemeester werd aangesteld in februari 1928 en heette Mr. W.M. Ouwerkerk, die tot in 1941 burgemeester bleef. Zijn opvolger de voormalige burgemeester van Manado D. Kapteijn moest in maart 1942 de stad aan de Japanners overgeven en aftreden.
Op 30 september 2009 werd de stad getroffen door een zware aardbeving, die vele gebouwen deed instorten en levens kostte.

## Demografie

### Bevolking
Padang heeft zo'n 757.600 inwoners (2000). De meerderheid is Minangkabau (ook kortweg "Minang" genoemd) maar er is ook een etnisch Chinese minderheid, die vooral leeft in het zuiden van Padang, in Kampung Cina (Minangkabaus: Kampuang Cino, Chinatown).

### Religie
De Minangkabau zijn overwegend moslim, de Chinese minderheid vooral christelijk (protestants).

## Bestuurlijke indeling

### Onderdistricten
De gemeente Padang telt elf onderdistricten (kecamatan):
- Bungus Teluk Kabung
- Koto Tangah
- Kuranji
- Lubuk Begalung
- Lubuk Kilangan
- Nanggalo
- Padang Barat
- Padang Selatan
- Padang Timur
- Padang Utara
- Pauh

## Economie
Padang ligt aan de kust van West-Sumatra en de Padangse haven is de grootste van de Sumatraanse westkust. Tot ongeveer 1780 was Padangs belangrijkste handelsproduct goud, afkomstig uit de goudmijnen in de regio. Toen de mijnen uitgeput waren, werd de nadruk gelegd op andere producten zoals koffie, zout en textiel.
Heden ten dage bestaat de handel in de haven vooral uit cement, kaneel, steenkool, koffie, nootmuskaat, triplex, rotan, rubber en thee. Even buiten de stad staan een cement- en een triplexfabriek.

## Verkeer en vervoer
Padang heeft sinds juli 2005 een nieuwe luchthaven die de naam Minangkabau International Airport draagt.

## Bekende personen uit Padang

### Geboren
- Frans Laemlin (1781-?), Nederlands majoor der infanterie en ridder in de Militaire Willems-Orde.
- Andries Hendrik Willem Scheuer (1844-?), Nederlands generaal-majoor, onder meer officier in de Militaire Willems-Orde.
- Hendrik Eduard Schoggers (1844-?), Nederlands kapitein
- Charles Adriaan van Ophuijsen (1854-1917), hoogleraar Maleise taal- en letterkunde.
- Johannes Vallentin Dominicus Werbata (1866-?), Nederlands militair en cartograaf
- Johan Jacob Boreel (1869-?) Nederlands luitenant-kolonel, ridder in de Militaire Willems-Orde en officier in de Orde van Oranje Nassau
- George Felix Bernard Watrin, (1869-?), Nederlands majoor, onder meer ridder in de Militaire Willems-Orde en bezitter van de Eresabel.
- Frans Jan Kroesen (1870-?), Nederlands luitenant-generaal, commandant van het Nederlands-Indische leger en chef van het kabinet van Oorlog, onder meer commandeur in de Orde van Oranje Nassau.
- James William Theodoor Lichtenbelt (1882-1960), Nederlandse internist en medicus
- Marius Sandberg (1896-1986), Nederlands voetballer
- Roestam Effendi (1905-1979), CPN-politicus
- Dr. Ida Loemongga Haroen Nasoetion (1905-1960), kinderarts in Batavia, Arnhem en Rotterdam; eerste gepromoveerde Indonesische vrouwelijke arts (Gemeente Universiteit Amsterdam, 1932)
- Mies Hagens (1916-2019), Surinaams-Nederlands actrice
- Tineke Vroman-Sanders (1921-2015), antropologe en schrijfster
- Ernst Braches (1930), Nederlands bibliothecaris en boekhistoricus
- Jan Dirk Blaauw (1941-2020), Nederlands marineofficier, lid Tweede Kamer (1978-2006), lid NAVO-Assemblée
- Roel Dijkstra (1942), Nederlands burgemeester en bestuurder
- Bouke Jagt (1942), Nederlands schrijver, dichter, schilder en jurist